# 705
Năm 705 trong lịch Julius.